# Saint-Thiébaud
Saint-Thiébaud é uma comuna francesa na região administrativa de Borgonha-Franco-Condado, no departamento de Jura. Estende-se por uma área de 7,94 km². Em 2010 a comuna tinha 62 habitantes (densidade: 7,8 hab./km²).